# Космос-936
Космос-936, познат и под именима Бион-4 и Биокосмос-4, је један од преко 2400 совјетских вјештачких сателита лансираних у оквиру програма Космос.
Сателит је био намијењен за биолошка истраживања, у којима је учествовало 9 земаља. Експерименти су били наставак оних вршених на сателиту Космос-782 (Бион-3).